# Michaël Ehrenborg
Erik Michaël Carl Ehrenborg, född den 26 juli 1884 i Stoby församling, Kristianstads län, död den 13 mars 1957 i Jönköping, var en svensk jurist. Han tillhörde ätten Ehrenborg.

## Biografi
Ehrenborg avlade juris kandidatexamen vid Lunds universitet 1908. Han blev tillförordnad fiskal i Hovrätten över Skåne och Blekinge 1911, extra ordinarie assessor där 1912, ordinarie assessor 1915, tillförordnad revisionssekreterare 1915, hovrättsråd i Hovrätten över Skåne och Blekinge 1920 och ordinarie revisionssekreterare 1921. Ehrenborg var häradshövding i Tveta, Vista och Mo domsaga 1928–1951 och krigsdomare vid Smålands artilleriregemente  1930–1948. Han blev riddare av Nordstjärneorden 1922 och kommendör av andra klassen av samma orden 1934. Ehrenborg vilar på Skogskyrkogården i Jönköping.